# Luftreinhaltung
Ziel der Luftreinhaltung ist im Rahmen des Umweltschutzes die nachhaltige Sicherstellung guter Luftqualität, also eine möglichst schadstofffreie Luft.

## Allgemeines
Maßnahmen zur Luftreinhaltung können unterschieden werden in
- gesetzliche Vorgaben (zum Beispiel Festlegung von Interventions- und Grenzwerten für Schadstoffe) und
- technische Maßnahmen (unter anderem zum Einbau von Filteranlagen an den Schadstoffquellen).

Die Maßnahmen zur Luftreinhaltung sollen einer Luftverschmutzung entgegenwirken oder sie erst gar nicht entstehen lassen.

## Gesetzliche Vorgaben
Die ersten gesetzlichen Vorgaben für die Luftreinhaltung beschränkten sich auf die Verlagerung oder Vermeidung von Schadstoffemissionen:
- Der Rauch aus den Öfen von Glasmachern im alten Rom um 150 n. Chr. war so störend, dass die Glasmacher gezwungen wurden, ihre Werkstätten in die Vororte von Rom zu verlegen.[1]
- In der Stadt Köln wurde 1464 einem Kupfer- und Bleischmelzer aufgrund von Nachbarschaftsbeschwerden per Ratsbeschluss der Weiterbetrieb seines Handwerks in der Stadt untersagt. In der Stadt Augsburg wurde 1623 eine Schmelzhütte wegen Nachbarschaftsbeschwerden über ungesunden Rauch und Dampf abgerissen und die Wiederinbetriebnahme außerhalb der Stadt („an einem entlegenen von Gärten entfernten Orte“) genehmigt.[2]
- Zwischen dem 5. und 9. Dezember 1952 fand in London die wohl schlimmste Smog-Katastrophe der Industriegeschichte statt. Ruß und Schwefeldioxid aus Kaminen und Fabrikschloten sammelten sich am Boden und vermischten sich mit den Abgasen des Straßenverkehrs. Das giftige Luftgemisch wurde teilweise so dicht, dass Fußgänger ihre Füße nicht mehr sehen konnten, und kostete wahrscheinlich 12.000 Einwohnern das Leben. Als Folge der Smog-Katastrophe wurde im Jahr 1956 der „Clean Air Act“ beschlossen, der vor allem die Zahl der offenen Kamine drastisch reduzieren sollte.

Die Gesetzgebung in vielen Industriestaaten zielt auf Grenz- oder Zielwerte ab, um die Freisetzung (Emission) bzw. den Eintrag (Immission) von Schadstoffen über die Luft auf ein Maß zu reduzieren, das „keine erheblichen negativen Auswirkungen auf die menschliche Gesundheit und die Umwelt hat und keine entsprechenden Gefahren verursacht“. Ein wichtiger Schritt hierzu war die europäische Luftqualitätsrahmenrichtlinie von 1996.
| Während ein Grenzwert strikt eingehalten werden muss, das heißt nicht überschritten werden darf, gibt ein Zielwert einen meist zu einem bestimmten Zeitpunkt zu erreichenden Höchstwert an. Zielwerte sind häufig nicht strikt verbindlich. |

### Internationale Maßnahmen
Bereits in den 1970er Jahren wurde erkannt, dass nationale Bemühungen zur Emissionsminderung von Luftschadstoffen alleine nicht ausreichen, da viele Schadstoffe über weite Entfernungen und somit auch über Staatsgrenzen hinweg transportiert werden (Ferntransport).
1979 wurde das Genfer Übereinkommen über weiträumige grenzüberschreitende Luftverunreinigung (Convention on Long-range Transboundary Air Pollution, LRTAP) verabschiedet. Es trat 1983 als erstes international rechtsverbindliches Instrument zur Verringerung der Emission von Luftschadstoffen in Kraft.
Die Genfer Konvention ist Basis für derzeit insgesamt acht weitere wichtige internationale Vereinbarungen. Die wichtigsten davon sind:
- das Helsinki-Protokoll zur Reduzierung der Schwefelemissionen bzw. deren grenzüberschreitender Stoffströme um mindestens 30 %[5] (1985 verabschiedet, am 2. September 1987 in Kraft getreten; das erweiterte Oslo-Protokoll wurde 1994 verabschiedet und trat am 5. August 1998 in Kraft)[6]
- das Sofia-Protokoll zur Kontrolle der Stickoxidemissionen oder deren grenzüberschreitender Stoffströme (1988 verabschiedet, am 14. Februar 1991 in Kraft getreten)[7]
- das Genfer-Protokoll über flüchtige organische Verbindungen (VOC) (1991 verabschiedet, am 29. September 1997 in Kraft getreten)[8]
- das Aarhus-Protokoll über die Schwermetalle (1998 verabschiedet, am 29. Dezember 2003 in Kraft getreten)[9]
- das Aarhus-Protokoll über langlebige bzw. persistente organische Schadstoffe (POP) (1998 verabschiedet, am 23. Oktober 2003 in Kraft getreten)[10]
- das Göteborg-Protokoll (Multikomponentenprotokoll) zur Vermeidung von Versauerung und Eutrophierung sowie des Entstehens von bodennahem Ozon (1999 verabschiedet, am 17. Mai 2005 in Kraft getreten)[11]

|  |

Das Göteborg-Protokoll legte für die Unterzeichnerstaaten (praktisch alle europäischen Staaten sowie USA und Kanada) Grenzen für die jährlichen Emissionen der geregelten Schadstoffe (SO2, NOx, NH3 und VOC) für das Jahr 2010 (Bezugsjahr für die prozentuale Reduktion: 1990) fest:
Tabelle:
| Land        | Schwefeldioxid    | Stickoxide       | Ammoniak         | VOC              |
| ----------- | ----------------- | ---------------- | ---------------- | ---------------- |
| Deutschland | 520 kt (−90 %)    | 1.051 kt (−60 %) | 550 kt (−28 %)   | 995 kt (−69 %)   |
| Österreich  | 91 kt (−57 %)     | 107 kt (−45 %)   | 66 kt (−19 %)    | 159 kt (−55 %)   |
| Schweiz     | 43 kt (−40 %)     | 79 kt (−52 %)    | 63 kt (−13 %)    | 144 kt (−51 %)   |
| Europa      | 16.436 kt (−75 %) | 6.671 kt (−49 %) | 3.129 kt (−15 %) | 6.600 kt (−57 %) |

kt = 1.000 Tonnen
Während bisherige Protokolle nur einen einzelnen Schadstoff betrachteten, werden die Auswirkungen von Schwefel- und Stickstoffverbindungen sowie von flüchtigen organischen Verbindungen (VOC) und bodennahem Ozon im Zusammenhang betrachtet. Das Göteborg-Protokoll ist durch seinen Problem-übergreifenden Ansatz gekennzeichnet und wird daher auch als Multi-Effekt- oder als Multikomponenten-Protokoll bezeichnet. Gleich drei Problemfelder sollen entschärft werden:
- die Bildung von bodennahem Ozon durch die Emissionsreduktion von Ozon-Vorläufersubstanzen (Stickoxide, NOx und flüchtige organische Verbindungen, VOC),
- die Versauerung von Böden und Gewässern durch die Emissionsreduktion von Stoffen die zur Versauerung der Niederschläge (SO2, NOx, NH3) beitragen
- die Eutrophierung (Nährstoffanreicherung) durch atmosphärischen Stickstoffeintrag (NOx, NH3)

Europaweite Abkommen 
Im Rahmen der Umweltpolitik der Europäischen Gemeinschaft wird die Luftreinhaltung der Mitgliedstaaten durch Vorgaben der EU immer mehr bestimmt. Das rechtliche Instrument sind in der Regel die EU-Richtlinien. EU-Richtlinien müssen von den Mitgliedstaaten innerhalb einer definierten Frist in nationales Recht umgesetzt werden. Die Europäische Union (EU) hat, teilweise als Folge internationaler Abkommen, eine Vielzahl an Richtlinien und Tochterrichtlinien (nachgeschaltete, teilweise konkretisierende Vorgaben) zur Luftreinhaltung erlassen. Wichtige Beispiele sind:
- Richtlinie 96/62/EG des Rates vom 27. September 1996 über die Beurteilung und die Kontrolle der Luftqualität (Luftqualitätsrahmenrichtlinie):

Diese Richtlinie verpflichtet die Mitgliedstaaten zur Erreichung bestimmter Luftqualitätsziele, die in den Tochterrichtlinien für einzelne Schadstoffe (zum Beispiel: Richtlinie 1999/30/EG, s. u.) jeweils mit festgelegten Zeitvorgaben festgelegt wurden.
- Richtlinie 1999/30/EG des Rates vom 22. April 1999 über Grenzwerte für Schwefeldioxid, Stickstoffdioxid und Stickstoffoxide, Partikel und Blei in der Luft (1. Tochterrichtlinie):

Ziel dieser Richtlinie ist die Festlegung von Grenzwerten für die im Titel genannten Stoffe in der Luft, um die Luftqualität zu erhalten bzw. zu verbessern. Ab dem 1. Januar 2005 gelten gemäß dieser Richtlinie verschärfte Grenzwerte für Schwefeldioxid, für Partikel und für Blei. Für Stickstoffdioxid, NO2, müssen die verschärften Grenzwerte gemäß dieser Richtlinie erst ab 1. Januar 2010 erreicht werden.
- Richtlinie 2000/69/EG des Europäischen Parlaments und des Rates vom 16. November 2000 über Grenzwerte für Benzol und Kohlenmonoxid (2. Tochterrichtlinie):

Ziele dieser Richtlinie sind die Festlegung von Grenzwerten für die Konzentration von Benzol und Kohlenmonoxid in der Luft zur Vermeidung, Verhütung oder Verringerung schädlicher Auswirkungen auf die menschliche Gesundheit und die Umwelt insgesamt, Beurteilung der Konzentration der genannten Stoffe anhand einheitlicher Methoden und Kriterien, Erhaltung oder Verbesserung der Luftqualität, u. a.
- Richtlinie 2001/81/EG des Europäischen Parlaments und des Rates vom 23. Oktober 2001 über nationale Emissionshöchstmengen für bestimmte Luftschadstoffe

Die Einhaltung der länderspezifischen Emissionshöchstmengen des Göteborg-Protokolls ist für die EU-Mitgliedstaaten seit der Verabschiedung der „NEC-Richtlinie“ verbindlich (benannt nach der englischen Bezeichnung für Emissionshöchstmengen national emission ceilings)
Im Juli 2000 hat die Europäische Gemeinschaft mit der Entscheidung 2000/479/EG der Kommission über den Aufbau eines Europäischen Schadstoffemissionsregisters (EPER) eine der Allgemeinheit zugängliche Datenbank ins Leben gerufen, in der Daten zu Emissionen großer Industriebetriebe, Intensivtierhaltungen und Deponien erfasst werden. Ein Ziel des EPER ist es, durch die Veröffentlichung der Namen und der dazugehörigen Emissionsmengen die Betreiber zu verstärkten Anstrengungen bei der Reduzierung ihrer Emissionen zu bewegen. Im Jahr 2006 wurde das Europäische Schadstoffemissionsregister durch die Verordnung 2006/166/EG erweitert und in E-PRTR umbenannt (European Pollutant Release and Transfer Register, Schadstofffreisetzungs- und verbringungsregister).
Als eine weitere, mehr übergreifende Maßnahme wurde im Jahr 2001 das Programm Clean Air for Europe (CAFE) verabschiedet, mit dem Ziel eine langfristige, strategische und integrierte Politik zum Schutz gegen die Auswirkungen der Luftverschmutzung auf die menschliche Gesundheit und die Umwelt zu entwickeln.
Im Dezember 2005 wurde im Rahmen des 6. Umweltaktionsprogrammes der EU eine thematische Strategie zur Luftreinhaltung beschlossen.
- Richtlinie 2008/50/EG des Europäischen Parlaments und des Rates vom 21. Mai 2008 über Luftqualität und saubere Luft für Europa

Art. 31 der Luftqualitätsrichtlinie hob zum 11. Juni 2010 die Richtlinien 96/62/EG, 1999/30/EG, 2000/69/EG und 2002/3/EG auf, ließ die Verpflichtungen der Mitgliedstaaten hinsichtlich der Fristen für die Umsetzung oder Anwendung dieser Richtlinien aber unberührt.
Im Dezember 2016 wurde die neue NEC-Richtlinie verabschiedet mit nationalen Reduktionsverpflichtungen für unterschiedliche Luftschadstoffe für den Zeitraum 2020 bis 2029 sowie die Jahre ab 2030, für die nochmals deutlich größere Reduktionen vorgesehen sind. Die neue EU-Richtlinie 2016/2284 hebt die bisherige Richtlinie 2001/81/EG auf.
- Richtlinie (EU) 2016/2284 des Europäischen Parlaments und des Rates vom 14. Dezember 2016 über die Reduktion der nationalen Emissionen bestimmter Luftschadstoffe, zur Änderung der Richtlinie 2003/35/EG und zur Aufhebung der Richtlinie 2001/81/EG. Die Richtlinie trat zum 31. Dezember 2016 in Kraft.

### Nationale Maßnahmen (Gesetze, Programme)
Mitgliedstaaten der Europäischen Gemeinschaft müssen Vorgaben aus EU-Richtlinien innerhalb festgelegter Fristen in nationales Recht umsetzen.

#### Deutschland
In Deutschland erfolgte die Umsetzung in nationales Recht der oben genannten Luftqualitätsrahmenrichtlinie 96/62/EG und zweier Tochterrichtlinien durch die Verordnung über Luftqualitätsstandards und Emissionshöchstmengen (39. BImSchV) zum Bundes-Immissionsschutzgesetz (BImSchG). Zur Erreichung der geforderten Grenzwerte werden regionale Luftreinhaltepläne erstellt, die für die jeweiligen Emissionsquellen (Verkehr, Industrie, Kleingewerbe, Haushalte) spezifische Einzelmaßnahmen zur dauerhaften Verminderung der Emissionsmengen der geregelten Stoffe enthalten. Bundesweite Emissionsvorgaben für Anlagen sind in der TA Luft (2002) und in Verordnungen zum Bundes-Immissionsschutzgesetz festgelegt.
Emissionsbegrenzungen für Kraftfahrzeuge, Tanklager, Tankstellen und Zapfsäulen:
- Verordnung zur Begrenzung der Emissionen flüchtiger organischer Verbindungen beim Umfüllen und Lagern von Ottokraftstoffen, Kraftstoffgemischen oder Rohbenzin (20. BImSchV): Emissionen flüchtiger organischer Verbindungen beim Umfüllen und Lagern von Ottokraftstoffen (Tanklager, Tankstellen)
- Verordnung zur Begrenzung der Kohlenwasserstoffemissionen bei der Betankung von Kraftfahrzeugen (21. BImSchV): Kohlenwasserstoffemissionen bei der Betankung von Kraftfahrzeugen (Zapfsäulen)
- Verordnung über Emissionsgrenzwerte für Verbrennungsmotoren (28. BImSchV): Emissionsgrenzwerte für Verbrennungsmotoren (Kraftfahrzeuge)

Emissionsbegrenzungen für Anlagen:
- Verordnung über kleine und mittlere Feuerungsanlagen (1. BImSchV): Kleinfeuerungsanlagen (Heizungsanlagen, Kaminöfen etc.)
- Verordnung über Großfeuerungs-, Gasturbinen- und Verbrennungsmotoranlagen (13. BImSchV): Großfeuerungs- und Gasturbinenanlagen (Heizwerke, Kraftwerke, Heizkraftwerke/BHKW mit > 50 MW thermischer Leistung, die z. B. mit Kohle, Öl, Gas oder Holz befeuert werden)
- Verordnung über die Verbrennung und die Mitverbrennung von Abfällen (17. BImSchV): Müllverbrennungsanlagen, Verbrennungsanlagen für vorsortierten Müll und Anlagen zur Mitverbrennung von Abfällen (vorwiegend Zementwerke, Kohlekraftwerke)
- Verordnung zur Begrenzung von Emissionen aus der Titandioxid-Industrie (25. BImSchV): Anlagen zur Titandioxid-Herstellung
- Verordnung über Anlagen zur Feuerbestattung (27. BImSchV): Anlagen zur Feuerbestattung (Krematorien)
- Verordnung zur Begrenzung der Emissionen flüchtiger organischer Verbindungen bei der Verwendung organischer Lösemittel in bestimmten Anlagen (31. BImSchV): Anlagen, die eine Mindestmenge organischer Lösemittel einsetzen:
  - Druckereien für Papier, Metall, Kunststoff und Textil
  - Lackiereren/Beschichten von Metall, Holz, Kunststoff, Folien, Papier, Gewebe, Textil
  - Anlagen zur Laminierung
  - Lederbeschichtung und Schuhherstellung
  - Farb- und Lackhersteller
  - Klebstoff-Herstellung und -Beschichtung
  - Herstellung von Holzschutzmitteln, Holzimprägnierung
  - Textilreinigungen
  - Anlagen zur Teilereinigung
  - Kautschukumwandlung
  - Extraktion von Tierfett und Pflanzenöl/Pflanzenölraffination
  - Arzneimittelhersteller

Seit 1990 sinken in Deutschland die Emissionen unterschiedlicher Luftschadstoffe. Lag die Emission von Stickoxiden im Jahr 1990 noch bei 2.887 kt, waren es 2010 1.473 kt und im Jahr 2018 noch 1.198 kt. Dennoch konnte 2018 die Vorgabe der NEC-Richtlinie bzgl. der Höchstmenge von 1.084 kt Stickoxidemissionen nicht erreicht werden. Die Schwefeldioxid-Emissionen verringerten sich von 5.473 kt im Jahr 1990 auf 405 kt im Jahr 2010 und sanken auf 289 kt im Jahr 2018, womit die NEC Vorgaben eingehalten werden konnten. Die Emission von Kohlenmonoxid sank von 13.716 kt im Jahr 1990 deutlich auf 3.642 kt im Jahr 2010 und ging bis zum Jahr 2018 auf 2.934 kt zurück. Auch bei den Nicht-Methan-Kohlenwasserstoffen (NMVOC) kam es zu einer deutlichen Abnahme der Emissionen von 4.033 kt im Jahr 1990 auf noch 1.140 kt 2018. In diesem Jahr hätte die NMVOC Emission jedoch die Höchstgrenze von 816 kt nicht überschreiten dürfen, weshalb Maßnahmen zur weiteren Emissionsreduktion vor allem vor dem Hintergrund einer weiteren Absenkung der Höchstgrenzen durch die neue NEC-Richtlinie 2016/2284 vorgesehen sind.
Die Gesamtemission an Stickstoffoxiden in Deutschland wird aus Stickstoffdioxid-Messdaten durch Umrechnung näherungsweise erfasst. Für die gemessenen Immissionswerte selbst gelten in der EU gemäß der Luftqualitätsrichtlinie 2008/50/EG separate Grenzwerte. Für Stickstoffdioxid (NO2) liegt der EU-Grenzwert für das Jahresmittel bei 40 µg/m³. Gemäß Angaben des Umweltbundesamtes wurde dieser Wert im Jahr 2010 noch an über 70 % der verkehrsnahen Messstationen überschritten, im Jahr 2018 war dies noch an etwas über 40 % dieser Messstationen der Fall und für das Jahr 2019 hat sich dieser Wert auf ca. 20 % der verkehrsnahen Messstationen halbiert. Dabei weisen von den etwa 500 Messstationen, die das Umweltbundesamt in seiner Statistik aufführt, die Messstationen des sog. ländlichen und städtischen Hintergrunds 2019 gar keine Überschreitung des Grenzwerts für die jährliche NO2-Immission mehr auf.

#### Schweiz
In der Schweiz markierte die Schaffung der eidgenössischen Kommission für Lufthygiene EKL 1962 den Anfang der Luftreinhaltung, worauf die ersten systematischen Immissionsmessungen erfolgten. Die Ölfeuerungskontrolle wurde im Folgejahr eingeführt. 1967 wurde der Immissionsschutzartikel ins eidgenössische Arbeitsgesetz aufgenommen. Vier Jahre später wurde der Umweltschutzartikel in die Bundesverfassung aufgenommen und das Bundesamt für Umweltschutz BUS geschaffen. 1978 wurde das nationale Beobachtungsnetz für Luftfremdstoffe NABEL ins Leben gerufen, also ein Jahr vor der Genfer Konvention (LRTAP). 1983 und 1985 folgten das Umweltschutzgesetz (USG) und die Luftreinhalte-Verordnung (LRV).

#### Vereinigtes Königreich
Als Folge der Smog-Katastrophe in London 1952 wurde der Clean Air Act 1956 beschlossen, ein Bündel von Maßnahmen zur Bekämpfung der Luftverschmutzung in London. Vor allem wurde die Zahl der offenen Kamine drastisch reduziert. Ab 1968 wurden weitere Maßnahmen beschlossen.

## Technische Maßnahmen
Bedingt durch die gesetzlichen Auflagen zur Luftreinhaltung müssen die Betreiber von Anlagen, die gesetzlich geregelte Schadstoffe emittieren, die vorgeschriebenen Grenz- oder Zielwerte einhalten. Dies gelingt zum einen durch Verfahrensumstellungen (integrierter Umweltschutz) oder durch dem Produktionsprozess nachgeschaltete Reinigungsverfahren (end-of-pipe-Technologie).
Die ersten technische Maßnahmen, also z. B. bauliche Veränderungen, zur Verringerung der Luftverschmutzung datieren bis in das 16. Jahrhundert zurück. Bereits um 1550 plante man, die Schmelzöfen der Silberhütten in Böhmen mit Rauch- und Staubkammern zu versehen.
1778 weist der englische Bischof Watson darauf hin, dass beim Schmelzen von Bleiglanz ein großer Teil des Bleis durch den Schornstein entweicht und in der Umgebung das Wasser und die Weiden vergiftet. Er machte auch einen entsprechenden technischen Vorschlag zur Sammlung der Bleidämpfe.
1878 schlägt die amerikanische Ärztin Elizabeth Corbett vor, die schädlichen Gase aus den Abzugskanälen der städtischen Kanalisation von San Francisco über Röhren in die nächstgelegenen Gaslaternen zu leiten, um sie dort zu verbrennen. 1881 findet in London die „internationale Ausstellung von Apparaten und Einrichtungen zur Vermeidung des Rauches“ statt. Hier werden verschiedene Methoden, von der Verwendung bestimmter Brennstoffe bis hin zum Einsatz glühender Körper, zur Vermeidung von Rauch vorgestellt.
Insbesondere in Kraftwerken und anderen großen Emittenten werden heute moderne Verfahren zur Reinigung der Abgase (Rauchgase) eingesetzt. Wichtige technische Verfahren zur Rauchgasreinigung sind
- die Rauchgasentschwefelung: hier wird beispielsweise das Schwefeldioxid, SO2, durch Waschverfahren aus dem Abgasstrom als Gips entfernt. „REA-Gips“ ist hierdurch ein bedeutender Baustoff geworden.
- die Rauchgasentstickung: hier wird zwischen Primär- und Sekundärmaßnahmen unterschieden. Die Primärmaßnahmen zielen auf eine verringerte Bildung von Stickstoffoxid, NO, durch optimierte Verbrennungsprozesse ab. Die Sekundärmaßnahmen versuchen den Gehalt an Stickoxiden, NOx, im Abgas selber zu reduzieren. Hier kommen sowohl selektive nicht-katalytische Verfahren (SNCR) (z. B. Einspritzen von Ammoniak, NH3) als auch selektive katalytische Verfahren (SCR) zum Einsatz
- die Rauchgasentstaubung: Partikel im Abgas werden durch Staubabscheider (z. B. Oberflächenfilter oder Gaswäscher) reduziert
- die Entfernung von Quecksilber und organischen Schadstoffen, insbesondere Dioxinen und Furanen, durch Aktivkohle (als feine Teilchen, die in das Abgas eingedüst und im Staubabscheider entfernt werden, oder als Aktivkohlefilterbett, durch das das Abgas strömt).

Da sich die Luftverschmutzung häufig in unmittelbarer Umgebung seiner Quelle bemerkbar macht, versuchte man auch, durch höhere Schornsteine dieses Problems Herr zu werden. Noch 1980 wurde mit Hilfe von Modellrechnungen und Beispielen gezeigt, dass durch höhere Schornsteine die Konzentration von Luftschadstoffen erheblich abgesenkt werden kann. Das stimmt natürlich, übersehen wird hier aber, dass das Problem nur verlagert wird. Durch hohe Schornsteine verteilen (und damit verringert sich auch die Konzentration) sich die Schadstoffe einfach viel weiter. Von einer Luftreinhaltung, wie in der Überschrift des Artikels zu lesen ist, kann hier also nicht die Rede sein.